# Ludwig David Morenz
Ludwig David Morenz (né le 4 avril 1965 à Leipzig) est un égyptologue allemand.

## Biographie
Fils de l'égyptologue Siegfried Morenz, Ludwig David Morenz étudie l'archéologie orientale à l'université de Halle de 1985 à 1990, avec pour spécialisation l'égyptologie, la coptologie et l'orientalisme ancien, ainsi que l'archéologie classique. En 1990, il rédige son mémoire de fin d'études intitulé : Die Totendenksteine der Erste Zwischenzeit aus Gebelein. En février et mars 1992, il participe à une campagne de fouilles à Tell Basta. En 1994, il obtient son doctorat avec une thèse intitulée Beiträge zur ägyptischen Schriftlichkeitskultur des Mittleren Reiches und der Zweiten Zwischenzeit. La thèse est publiée en 1996. En 2001, il obtient son habilitation à la faculté des sciences culturelles de l'université de Tübingen. Sa thèse d'habilitation s'intitule Geschichte(n) der Zeit der Regionen (Erste Zwischenzeit) im Spiegel der Gebelein-Region. En 2002, il est habilité à la faculté d'histoire, d'art et de sciences orientales de l'université de Leipzig. Depuis 2009, il est professeur d'égyptologie à Bonn.
Morenz participe à des fouilles à Moalla/Nag Abu Said, en collaboration avec M. Collier (université de Liverpool), et dans la région d'Helwan, en collaboration avec K. Dawood (SCA) et P. Kousoulis (université de Aegean).

## Publications
- Beiträge zur Schriftlichkeitskultur im Mittleren Reich und in der 2. Zwischenzeit (= Ägypten und Altes Testament Bd. 29), Harrassowitz, Wiesbaden, 1996,  (ISBN 3-447-03882-9).
- Die Zeit der Regionen im Spiegel der Gebelein-Region. Kulturgeschichtliche Re-Konstruktionen (= Probleme der Ägyptologie. Bd. 27), Brill, Leiden , 2010,  (ISBN 978-90-04-16766-7).
- avec Erich Bosshard-Nepustil, Herrscherpräsentation und Kulturkontakte. Ägypten – Levante – Mesopotamien. Acht Fallstudien (= Alter Orient und Altes Testament Bd. 304), Ugarit-Verlag, Münster, 2003,  (ISBN 3-934628-37-0).
- Bild-Buchstaben und symbolische Zeichen. Die Herausbildung der Schrift in der hohen Kultur Altägyptens (= Orbis Biblicus et Orientalis. Bd. 205), Academic Press, Freiburg, 2004,  (ISBN 3-7278-1486-1).
- Hoffen und Handeln. Vom altägyptischen Heka (Hans-Bonnet-Studien zur Ägyptischen Religion Band 2), EB-Verlag Dr. Brandt, Berlin, 2016,  (ISBN 978-3-86893-214-0).
- Ägypten und die Geburt der Alphabetschrift. (= Archäologie, Inschriften und Denkmäler Altägyptens volume 3, Marie Leidorf, Rahden (Westfalen), 2016,  (ISBN 978-3-86757-533-1).
- Sinai und Alphabetschrift. Die frühesten alphabetischen Inschriften und ihr kanaanäisch-ägyptischer Entstehungshorizont im Zweiten Jahrtausend v. Chr., avec Beiträgen von David Sabel, EB-Verlag Dr. Brandt, Berlin, 2019,  (ISBN 9783868932522).
- avec Abdelmonem Said et Mohamed Abdelhhay,  Binnenkolonisation am Beginn des ägyptischen Staates. Eine Fallstudie zur Domäne des Königs SKORPION im späten Vierten Jahrtausend v. Chr. (mit arabischer Übersetzung), EB-Verlag Dr. Brandt, Berlin, 2020.
- Die Genese der Alphabetschrift: Ein Markstein ägyptisch-kanaanäischer Kulturkontakte (Wahrnehmungen Und Spuren Altagyptens), Ergon (Nomos Verlagsgesellschaft), Würzburg, 2011,  (ISBN 3-89913-839-2).